# Mi marido tiene familia
Mi marido tiene familia  est une telenovela mexicaine diffusée entre le 5 juin 2017 et le 24 février 2019 sur Las Estrellas,.

## Synopsis

### Première saison
Julieta (Zuria Vega) et Robert (Daniel Arenas) ont une relation parfaite: ils ont tous deux leur travail, partagent leurs rêves et ont accepté de ne pas se marier. Pour eux, le secret de leurs relations repose sur deux points: la communication et le fait que la famille adoptive de Robert réside dans un autre pays, ce qui les préserve des problèmes de relations avec la belle-famille. Cependant, le destin prépare une surprise quand ils décident de déménager dans un nouvel appartement dans un quartier modeste de Oaxaca .Ils y rencontrent les propriétaires de l'immeuble, la famille Córcega , et sans savoir qu'ils sont la vraie famille de Robert et que son vrai nom est Juan Pablo. À partir de là, Robert et Juliette devront apprendre à vivre avec leurs beaux-parents, Blanca (Diana Bracho) et Eugenio (Rafael Inclán), avec toutes les exigences que cela implique: une bataille entre tradition et modernité sera très compliquée "même pour que le couple se marie ». S'ils veulent atteindre le bonheur qu'ils recherchent, Julieta et Juan Pablo doivent apprendre à vivre avec leur nouvelle famille, même si c'est plus compliqué qu'ils ne le pensaient.

### Deuxième saison
Mais c'est mieux ... enfin, pas toujours ...
Enfin, Julieta a réussi à maintenir une vie personnelle et professionnelle équilibrée, aux côtés de Robert et de ses enfants: David, 4 ans et Blanquita, un petit an et demi. Encore une fois, la famille corse sera confrontée à une série de problèmes lorsque Robert trouvera son grand-père, Canuto "Tito" Corsica, le père "décédé" d'Eugenio, Tulio et Audifaz, à qui Dona Imelda leur a fait croire qu'il était mort quand il l'avait infidèle. Crisanta il y a des décennies. De son côté, Julieta connaît des bouffées de chaleur avec l’arrivée de Susana Corsica en tant que nouvelle patronne, mais Susana n’est ni plus ni moins que la fille que Canuto et Crisanta ont procréée en Basse-Californie, et ensemble, ils font connaissance avec l’autre Corse jusqu’à Oaxaca Susana va tester la capacité de Julieta à exceller; elle ne peut pas croire que son nouveau patron est la tante liée au sang de Robert et, par conséquent, sa tante politique. Croire que le destin est déterminé à mettre plus d'obstacles qu'il n'a déjà dû franchir, c'est bien le cas, car à présent Julieta a plus de famille politique, quelque chose qu'elle a toujours voulu fuir.
Daniela et Gabriel "Les ours" ont construit un mariage stable avec les conflits de leurs familles: la famille Córcega  et les Musi. Daniela va relever un plus grand défi quand Gabriel lui demande d'avoir un fils - en soi c'était pour l'épouser, lui et sa famille, de l'accepter.Cela déclenchera encore plus de problèmes entre les familles.
Pour Robert, c'est un vrai miracle d'avoir retrouvé toute la famille Córcega, à laquelle ils ont également adhéré: Sébastien et Axel, fils de Susana et cousins de Robert. Les membres restants de la famille Corse vont faire exploser un nouveau fil qui sera: les combats.Cela implique de nouveaux défis dans la vie des "Oppas"; Julieta et Robert, et ensemble, ils démontreront que, malgré les problèmes des familles et des mariages modernes, ils pourront continuer, en veillant à leur bien-être, et que Julieta corrige encore une fois: "Mon mari a plus de famille!

## Distribution
- Zuria Vega : Julieta Aguilar de Córcega
- Daniel Arenas : Robert Cooper / Juan Pablo Córcega
- Diana Bracho : Blanca Gómez de Córcega
- Silvia Pinal : Imelda Sierra de Córcega
- Rafael Inclán : Eugenio Córcega
- Luz María Jerez : Belén Gómez
- René Casados : Audifaz Córcega
- Olivia Bucio : Catalina Rivera
- Lola Merino : Ana Romano
- Regina Orozco : Amalia Gómez
- Gaby Platas : Amapola Casteñeda
- Laura Vignati : Daniela Córcega
- Jessica Coch : Marisol Córcega
- Ignacio Casano : Hugo Aguilar
- José Pablo Minor : Gabriel Musi
- Federico Ayos : Bruno Aguilar
- Jade Fraser : Linda Córcega
- Emilio Osorio : Aristóteles Córcega
- Marco Muñoz : Tulio Córcega
- Juan Vidal : Julián Guerra
- Isabella Tena : Frida Meneses
- Paola Toyos : Begoña Bustamante
- Marcos Montero : Ignacio Meneses
- Bárbara Islas : Diana Mejía
- Luis Gerardo Cuburu : Octavio
- Latin Lover : Enzo
- Yahir : Xavi Galán

## Diffusion
- Las Estrellas (2017)

## Versions
- My Husband Got a Family (KBS2, 2012)
- Juntos el corazón nunca se equivoca (Televisa, 2019)

### Sources
- (en) Cet article est partiellement ou en totalité issu de l’article de Wikipédia en anglais intitulé « Mi marido tiene familia » (voir la liste des auteurs).